# 日本山岳・スポーツクライミング協会
公益社団法人日本山岳・スポーツクライミング協会（にほんさんがくスポーツクライミングきょうかい、英: The Japan Mountaineering and Sport Climbing Association, 略称 : JMSCA）は、日本国内における登山活動の振興を行う統括団体。山岳、スポーツクライミング、スキー登山3競技の国内競技連盟である。2017年4月1日に日本山岳協会から改称された。下部組織として各都道府県に山岳連盟（協会）がある。国内では略称として日山協（にっさんきょう）と呼ぶことが多い。全国の都道府県山岳連盟を正会員とする。議決権のない賛助会員はおよそ7万人でその大部分は東京都山岳連盟（都岳連）の加盟山岳会会員や個人会員である。
山岳道徳・登山技術の普及や山岳自然保護運動の推進などの公益事業を行っており、日本スポーツ協会のスポーツ指導者制度に準拠した山岳指導員の育成・認定や、一般登山者への自然保護啓蒙活動推進の為の自然保護指導員制度を実施している。また、国民体育大会山岳競技や国際スポーツクライミング連盟主催のワールドカップ大会、ボルダリング・ジャパンカップなどをはじめとする各種山岳スポーツ大会を開催している。
日本オリンピック委員会、日本スポーツ協会に加盟している。本部は2019年6月より新宿区のJSOSに移転した。
IOC承認国際競技連盟連合(ARISF)加盟の国際競技連盟(IF)である国際山岳連盟、国際スポーツクライミング連盟、国際スキー登山連盟、3団体3競技の国内競技連盟(NF)という日本では珍しい団体である。国際オリンピック委員会(IOC)加盟のIFは1団体1競技ばかりだがNFについては当団体の様に1団体複数競技のものがある。

## 沿革
日山協の設立以前は、日本体育協会からの海外登山助成金は日本最古の山岳会で日本の登山界の絶対的存在であった日本山岳会が独占しており、一般の社会人山岳会による海外登山はかなり困難な状態であった。これは当時、日本山岳会が登山分野の代表として日本体育協会（現在の日本スポーツ協会）に加盟していたこともあり、公的助成を一身に受ける立場にあったことによる。
この状況を、多くの社会人山岳会を傘下に従える都道府県岳連で構成する全日本山岳連盟は、不満を日本体育協会や日本山岳会にぶつけた。 
一方で日本山岳会も自分達の登山活動に専念するにあたり、日本体育協会加盟団体として登山分野のいわば「行政機能」をこなすことに煩わしさを感じていた。 
こうした全日本山岳連盟と日本山岳会の思惑が一致し、日本の登山の中央組織として日本山岳会と全日本岳連の共同設立による「日本山岳協会」の立ち上げを提唱し、実施された。初代会長には、日本山岳会の重鎮で植物学者の武田久吉が選ばれた。助成金は、日本山岳協会に交付されるようになった。 
その後、日本山岳会の松方三郎会長の提唱により日本山岳協会の組織を、日本山岳会と全日本岳連の共同設立から改め、都道府県岳連によって構成する組織に改めた。これにより日本山岳会東京支部は廃止され、日本山岳会は東京都山岳連盟傘下の加盟団体となり他の山岳会と同じ待遇を受けることになった。
2014年3月、東京都山岳連盟から日本山岳会が退会。日本山岳協会と日本山岳会は別組織となった。
なお後年、日本山岳会に東京多摩支部が設立されて東京都山岳連盟に加盟している。
この他、日本山岳会の各支部は全国の各道府県山岳連盟に加盟しており、地方組織を通じて日本山岳・スポーツクライミング協会との連携は維持されている。

## 歴史
- 1955年（昭和30年）戦前、戦後。多くの山岳団体の離合集散を繰り返し、36都道府県の山岳連盟（協会）によって全日本山岳連盟が設立される。
- 1960年（昭和35年）全日本岳連と日本山岳会の共同設立により日本山岳協会を設立。日本体育協会に加盟する。
- 1965年（昭和40年）協会組織を大きく改め、全国の都道府県山岳連盟による設立となる。
- 1968年（昭和43年）旧文部省より社団法人設立の認可が降りる。これにより日本山岳会は東京都山岳連盟の加盟傘下団体となり、日本山岳会東京支部は解散となる。
- 2013年（平成25年）公益社団法人日本山岳協会となる[1]。
- 2014年（平成26年）日本山岳会が日本山岳協会加盟団体である東京都山岳連盟から退会する。
- 2017年（平成29年）公益社団法人日本山岳・スポーツクライミング協会と名称変更をする。